# Regionet
BOR (BereikbaarheidsOffensief Randstad) Regionet is een regionaal netwerk van bus, trein en metro rondom Amsterdam en de benaming van verschillende projecten voor de verbetering van het openbaar vervoernetwerk in de Noordvleugel van de Randstad. Het is ontwikkeld door de provincie Noord-Holland, ProRail, NS, Stadsregio Amsterdam, gemeente Amsterdam en de provincie Flevoland. Het project, waarvoor de samenwerkingsovereenkomst werd getekend in juni 2006, is vooral gericht op snelle verbindingen over afstanden tussen de 10 en 40 kilometer.
De kenmerken van Regionet zijn kwaliteit, veiligheid, goede reizigersinformatie en één kaartsoort- en tarievensysteem. Dit is terug te zien in de praktijk door het bieden van hoge frequenties (minimaal 4x per uur), hoge gemiddelde snelheden van minimaal 30 km/h en comfortabel materieel en wachtvoorzieningen. Daarnaast moet men snel en comfortabel over kunnen stappen en het aantal overstappen moet geminimaliseerd worden.
Naast Regionet in de Noordvleugel van de Randstad is het concept ook in de regio Heerhugowaard - Alkmaar - Langedijk (HAL) geïntroduceerd. Per december 2011 is echter het project daar beëindigd.
De uitvoeringstermijn voor de projecten was 5 jaar (2007-2012). Anno 2013 zijn sommige deelprojecten voltooid, andere nog in uitvoering en weer andere op de lange baan geschoven. Een deel van de onder Regionet vallende OV-verbindingen zijn vanaf herfst 2011 verdergegaan onder de benaming R-net (Randstadnet 2028). Het gaat hierbij in eerste instantie om snelbusverbindingen in de omgeving van Amsterdam. R-net is opgezet door OV-bureau Randstad en zal in de periode tot 2028 uitgebreid worden tot een hoogwaardig net voor regionaal openbaar vervoer in de gehele Randstad en kan hiermee deels gezien worden als de opvolger van Regionet.

## Netwerk

### Trein
Alle treinverbindingen in de regio behoren tot Regionet.

### Bus
De busverbindingen behorend bij Regionet zijn:
- Haarlem - IJmuiden (huidige lijn 385)
- Haarlem - Uitgeest (huidige lijn 73)
- Haarlem - Heemstede - Hoofddorp - De Hoek - Aalsmeer - Uithoorn (huidige lijn 340)
- Haarlem - Badhoevedorp - Amstelveen
- Haarlem - Badhoevedorp - Amsterdam-Zuid (huidige lijn 346)
- Amsterdam Amstel/Amsterdam Bijlmer - Huizen
- Amsterdam Riekerpolder/Sloterdijk Station NS - Wijdewormer P+R A7 (huidige lijn 395)
- Amsterdam Centraal - Amstelveen - Aalsmeer (huidige lijn 357)
- Amsterdam Centraal - Amstelveen - Schiphol-Oost - Hoofddorp
- Amsterdam Busstation Elandsgracht - Amsterdam Sloterdijk - IJmuiden (huidige lijn 382)
- Schiphol - Amsterdam-Zuid
- Schiphol - Alphen aan den Rijn (huidige R-net 470)
- Huizen - Bussum
- Hilversum - Huizen
- Hilversum - Almere (bij ontwikkeling Almere Hout)

### Boot
- Fast Flying Ferry Amsterdam Centraal - IJmuiden

### Voormalige lijnen
Sinds 11 december 2011 zijn de volgende lijnen opgegaan in R-net of vervallen:
- Zuidtangent lijnen 300 en 310
- Amsterdam Centraal - Zaandam
- Amsterdam Amstel/Amsterdam Bijlmer ArenA - Almere (voormalige lijnen 152, 157, 158, 262)
- Amsterdam Centraal - Purmerend-Wheermolen - Overwhere
- Amsterdam Centraal - Purmerend-De Purmer
- Amsterdam Centraal - Purmerend-Tramplein - Overwhere
- Amsterdam Centraal - Monnickendam - Edam/Volendam - Hoorn
- Amsterdam Centraal - Amstelveen - Uithoorn (vervangen door tramlijn 25)
- Alkmaar - Heerhugowaard (lijn 360 is vervallen)
- Amsterdam Amstel - Hilversum (huidige lijn 320)

## Ontwikkelingen
Naar aanleiding van verschillende verkenningen hadden de betrokken partijen verschillende plannen en projecten ontwikkeld voor de verbetering van het openbaar vervoer in de noordelijke vleugel van de Randstad. Deze projecten waren onder andere:
- De verbetering aan de infrastructuur bij zowel de wegen als op het spoor
- Het verbeteren van de bushaltes door het onder andere op te hogen en zo toegankelijker te maken
- Het bouwen en verplaatsen van een aantal stations, zoals station Amsterdam Science Park en station Almere Poort
- Het verbeteren van het materieel door comfortabel en toegankelijk materieel te eisen in de concessies
- Het verbeteren van de reisinformatie door onder andere het plaatsen van digitale reisinformatieborden
- Het verbeteren van de punctualiteit van de vervoersmiddelen
- Het verbeteren van de sociale veiligheid

Bij de aanpassingen van het infrastructuur werden vooral een aantal nieuwe vrije busbanen gebouwd, capaciteitsverhogingen geplaatst op het spoor een aanpassingen op sommige kruisingen op het spoor. Enkele projecten zijn echter door vertragingen of bezwaren uitgesteld of afgelast. De Zuiderzeelijn hoorde bijvoorbeeld ook bij het Regionetproject, maar na een studie is het plan door de regering afgeblazen.